# Przyrodnicze uwarunkowania rolnictwa
Do najważniejszych przyrodniczych uwarunkowań rolnictwa należą:
- warunki klimatyczne
- warunki glebowe
- warunki wodne
- ukształtowanie powierzchni

## Warunki klimatyczne
- temperatura powietrza
- opady atmosferyczne
- wiatr

### Temperatura powietrza
W okresie rozwoju każda roślina potrzebuje dostatecznej ilości ciepła. Stosunkowo najmniej wymagające pod tym względem są rośliny pastewne (np. buraki, rzepa pastewna), a do najbardziej ciepłolubnych należą m.in. herbata, figi i owoce cytrusowe. Odpowiednia temperatura powietrza, niezbędna dla rozwoju każdej rośliny zależy przede wszystkim od położenia geograficznego, nasłonecznienia i usłonecznienia.
Dla rolników niezwykle istotna jest znajomość skrajnych wartości tzw. temperatur krytycznych, poniżej (lub powyżej) których roślina obumiera. Do roślin najmniej odpornych na niskie temperatury należą m.in. pomidory, ogórki i fasola, najodporniejsze są wszelkie oziminy (wysiewane jesienią odmiany żyta, pszenicy, jęczmienia, rzepaku i rzepiku) oraz uprawy wieloletnie (drzewa i krzewy). Dla wielu upraw wyjątkowo niebezpieczne są przymrozki. Ich wystąpienie może zniszczyć pąki kwiatowe, kiełkujące zboża i ziemniaki, powodując tzw. straty mrozowe. Niekorzystne są także zbyt długo utrzymujące się wysokie temperatury powietrza, zwłaszcza przy równoczesnym niedostatku wilgoci (większość roślin uprawianych w strefie umiarkowanej obumiera przy temperaturze powietrza powyżej 40 °C).
Z temperaturą powietrza związana jest długość okresu wegetacyjnego, czyli przeciętna liczba dni w roku, w których średnia temperatura dobowa powietrza przekracza 5 °C. W strefie klimatów umiarkowanych ma ona decydujące znaczenie dla wielkości plonów. W klimatach gorących, gdzie wegetacja nie jest ograniczona temperaturą powietrza, pozwala to rolnikom na więcej niż jeden zbiór rocznie, zwłaszcza na terenach nawadnianych. Na monsunowych obszarach Chin, Japonii i Półwyspu Indochińskiego plony uzyskuje się dwa lub trzy razy w czasie jednego roku, lub pięć razy w ciągu dwóch lat. W ten sposób uprawia się przede wszystkim ryż, jedną z niewielu roślin, która może być niezmiennie sadzona na tym samym polu. Kilkakrotne zbiory można także uzyskać stosując, w zależności od rejonu, odpowiednio dobrane zmianowanie upraw, głównie różnych odmian ryżu lub innych zbóż (pszenicy, jęczmienia, kukurydzy), a także soi, bawełny, trzciny cukrowej oraz warzyw.

### Opady atmosferyczne
Opady dostarczają wodę niezbędną do wzrostu roślin, przy czym dla ich prawidłowego rozwoju ważna jest nie tylko suma, ale i rozkład opadów w ciągu roku. Jeśli opady w okresie wegetacyjnym nie występują w wystarczającej ilości, to uprawa roślin jest możliwa tylko na terenach sztucznie nawadnianych.

### Wiatr
Bezpośrednie znaczenie wiatru jest szczególnie istotne w przypadku uprawy zbóż i innych gatunków roślin wiatropylnych. Wpływa on także na gospodarkę rolną w sposób pośredni, poprzez silne osuszanie gleby. Ten efekt oddziaływania wiatru jest korzystny podczas wiosennych prac polowych, w czasie suszy, może się przyczynić do pogłębienia niedoborów wilgoci i wywiewania cząsteczek gleby. Erozja eoliczna jest obecnie szczególnym zagrożeniem na obszarach dawnych stepów, np. w Ameryce Północnej i na Ukrainie.

### Ogólna ocena warunków klimatycznych
W ogólnej ocenie czynników agroklimatycznych należy przyjąć, że do najkorzystniejszych dla rozwoju rolnictwa stref klimatycznych należą: strefa klimatów umiarkowanych i strefa klimatów podzwrotnikowych.

## Warunki wodne
Na warunki wodne określonego obszaru składa się głównie ilość rocznych opadów i wielkość parowania. Dla roślin istotne jest poza tym utrzymywanie się w glebie odpowiedniej ilości wilgoci, co zależy od rodzaju podłoża i jego możliwości retencyjnych (zatrzymywania wody). W suchych klimatach dostęp do zasobów wody (np. gruntowych, wezbraniowych lub rzecznych) umożliwia sztuczne nawadnianie użytków rolnych. Dodatkowa irygacja upraw jest stosowana także przy wystarczającej ilości opadów, gdyż wydatnie podnosi plony – w przypadku warzyw nawet dwu- trzykrotnie.
Znacznych ilości wody wymaga również chów zwierząt. Jest ona wykorzystywana nie tylko do ich pojenia, ale także przy wykonywaniu prac hodowlanych, np. do utrzymania w czystości pomieszczeń i niezbędnego sprzętu.

## Warunki glebowe
Gleba jest środowiskiem wzrostu rośliny, dostarczającym jej składników mineralnych i wody koniecznej do przebiegu wszystkich procesów życiowych.